# Итерация Арнольди
В численной линейной алгебре итерация Арнольди является алгоритмом вычисления собственных значений. Арнольди находит приближение собственных значений и собственных векторов матриц общего вида(возможно не эрмитовой) с помощью построения ортонормированного базиса подпространства Крылова.
Метод Арнольди относится к алгоритмам линейной алгебры, которые позволяют получить частичное решение после небольшого количества итераций, в отличие от так называемых прямых методов, которые должны полностью завершиться для получения каких-либо удовлетворительных результатов(например отражения Хаусхолдера).
Если алгоритм применяется на эрмитовых матрицах, то он сводится к алгоритму Ланцоша. Итерация Арнольди была придумана Уолтером Эдвином Арнольди в 1951 г.

## Подпространство Крылова и степенной метод
Итуитивным методом нахождения наибольшего (по модулю) собственного значения данной матрицы {\displaystyle A} размерами {\displaystyle m\times m} является степенной метод: начать с произвольного начального вектора {\displaystyle b}, вычислить {\displaystyle Ab,A^{2}b,A^{3}b,\dots }, нормирую результат после каждого вычисления.
Эта последовательность сходится к собственному вектору соответствующего собственного значения {\displaystyle \lambda _{1}} с максимальным модулем. Это наводит на мысль, что много вычислений тратится впустую, т.к. в итоге используется лишь конечный результат {\displaystyle A^{n-1}b}. Тогда давайте вместо этого составим так называемую матрицу Крылова:
{\displaystyle K_{n}={\begin{bmatrix}b&Ab&A^{2}b&\cdots &A^{n-1}b\end{bmatrix}}.}
Столбцы этой матрицы в общем случае не являются ортогональными, но мы можем получить из них ортогональный базис с помощью ортогонализации Грама-Шмидта. Полученное множество векторов будет являться ортогональным базисом подпространства Крылова {\displaystyle {\mathcal {K}}_{n}}. Можно ожидать, что вектора этого базиса будут хорошим приближением к векторам, соответствующим {\displaystyle n} наибольшим по модулю собственным значениям.

## Итерация Арнольди
Итерация Арнольди использует стабилизированный процесс Грама-Шмидта для получения последовательности ортонормированных векторов {\displaystyle q_{1},q_{2},q_{3},\dots }, называемых векторами Арнольди, таких, что для каждого {\displaystyle n} векторы {\displaystyle q_{1},\dots ,q_{n}} являются базисом подпространства Крылова {\displaystyle {\mathcal {K}}_{n}}. Алгоритм выглядит следующим образом:
- Начать с произвольного вектора q1 с нормой 1.
- Повторить для k = 2, 3, …
  - {\displaystyle q_{k}\leftarrow Aq_{k-1}\,}
  - for j = 1 ... k − 1
    - {\displaystyle h_{j,k-1}\leftarrow q_{j}^{*}q_{k}\,}
    - {\displaystyle q_{k}\leftarrow q_{k}-h_{j,k-1}q_{j}\,}

  - {\displaystyle h_{k,k-1}\leftarrow \|q_{k}\|\,}
  - {\displaystyle q_{k}\leftarrow {\frac {q_{k}}{h_{k,k-1}}}\,}

Цикл по {\displaystyle j} проецирует компоненту {\displaystyle q_{k}} на {\displaystyle q_{1},\dots ,q_{k-1}.} Это обеспечивает ортогональность всех построенных векторов.
Алгоритм останавливается, когда {\displaystyle q_{k}} является нулевым вектором. Это происходит, когда минимальный многочлен матрицы {\displaystyle A} будет степени {\displaystyle k.}
Каждый шаг цикла по {\displaystyle k} производит одно умножение матрицы на вектор и около {\displaystyle 4mk} операций с дробными числами.

На языке программирования python:
```
import
 
numpy
 
as
 
np

def
 
arnoldi_iteration
(
A
,
 
b
,
 
n
:
 
int
):

    
"""Computes a basis of the (n + 1)-Krylov subspace of A: the space

    spanned by {b, Ab, ..., A^n b}.

    Arguments

      A: m × m array

      b: initial vector (length m)

      n: dimension of Krylov subspace, must be >= 1

    Returns

      Q: m x (n + 1) array, the columns are an orthonormal basis of the

        Krylov subspace.

      h: (n + 1) x n array, A on basis Q. It is upper Hessenberg.  

    """

    
m
 
=
 
A
.
shape
[
0
]

    
h
 
=
 
np
.
zeros
((
n
 
+
 
1
,
 
n
))

    
Q
 
=
 
np
.
zeros
((
m
,
 
n
 
+
 
1
))

    
q
 
=
 
b
 
/
 
np
.
linalg
.
norm
(
b
)
  
# Normalize the input vector

    
Q
[:,
 
0
]
 
=
 
q
  
# Use it as the first Krylov vector

    
for
 
k
 
in
 
range
(
n
):

        
v
 
=
 
A
.
dot
(
q
)
  
# Generate a new candidate vector

        
for
 
j
 
in
 
range
(
k
 
+
 
1
):
  
# Subtract the projections on previous vectors

            
h
[
j
,
 
k
]
 
=
 
np
.
dot
(
Q
[:,
 
j
]
.
conj
(),
 
v
)

            
v
 
=
 
v
 
-
 
h
[
j
,
 
k
]
 
*
 
Q
[:,
 
j
]

        
h
[
k
 
+
 
1
,
 
k
]
 
=
 
np
.
linalg
.
norm
(
v
)

        
eps
 
=
 
1e-12
  
# If v is shorter than this threshold it is the zero vector

        
if
 
h
[
k
 
+
 
1
,
 
k
]
 
>
 
eps
:
  
# Add the produced vector to the list, unless

            
q
 
=
 
v
 
/
 
h
[
k
 
+
 
1
,
 
k
]
  
# the zero vector is produced.

            
Q
[:,
 
k
 
+
 
1
]
 
=
 
q

        
else
:
  
# If that happens, stop iterating.

            
return
 
Q
,
 
h

    
return
 
Q
,
 
h

```